# Мурза

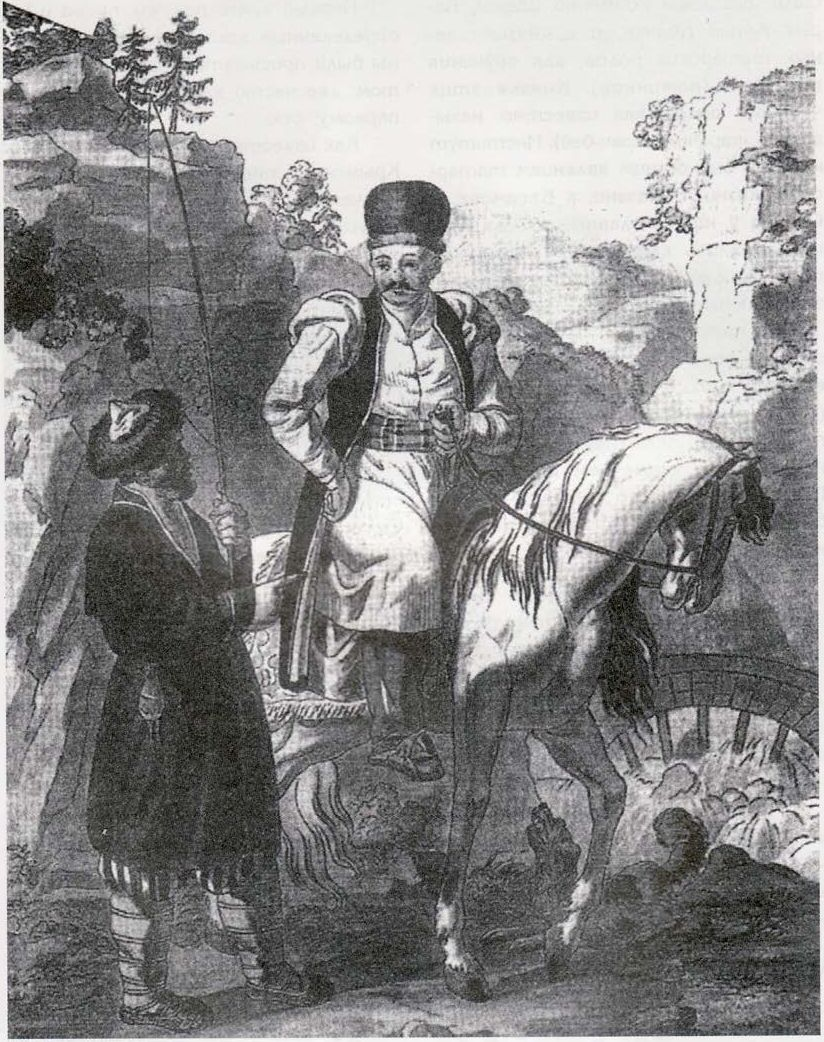
Крымский мурза и его сопровождающий. Гравюра Е. М. Корнеева, начало XIX века

Мурза́ (также мирза, мырза, мирзо; от перс. ﺍﻣﻴﺮ ﺰﺍﺩﻩ‎, ами́р-задэ́ — принц) — персидский аристократический титул в иранских и татарских государствах, таких как Казанское, Астраханское, Крымское, Сибирское ханства и Ногайская Орда, а также в Средней Азии, Восточном Туркестане, частично в Азербайджане, Иране, Афганистане, в Армении (например фамилия Мирзоян) и вообще на Кавказе.
Слово «мурза» заимствовано из персидского языка, и эквивалентно по значению словам «саид» (сайид), «тура» (туры) и «эмир» или «ходжа» (худжа) в других языках народов Средней Азии. Среднеазиатские родоплеменные союзы имеют схожие культуры и общую историю, и все эти слова переводятся на русский как «правитель».

## Татарская аристократия
Перевод татарских мурз на службу в московское, тверское и рязанское княжества начался ещё во времена Золотой Орды, ведь такие переходы не считались изменой, так как все княжества были подданными великого хана.
После захвата Казани русским войском в 1552 году некоторые мурзы перешли на русскую службу, а другие были казнены. Многие мурзы утратили свои земельные владения и стали купцами. После Октябрьской революции большинство мурз эмигрировало.

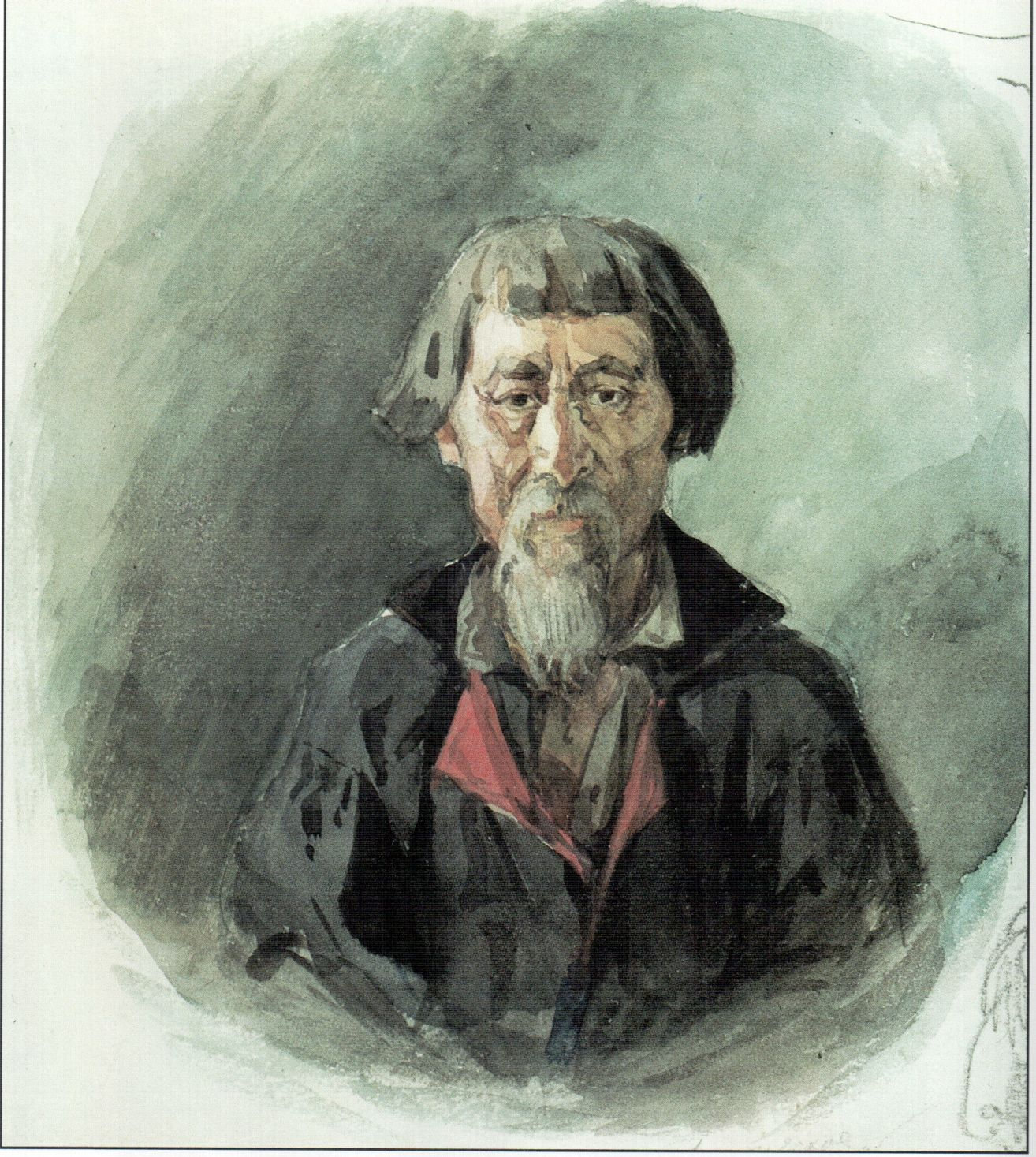
В. И. Суриков. «Мурза». 1873 год. Музей-усадьба В. И. Сурикова

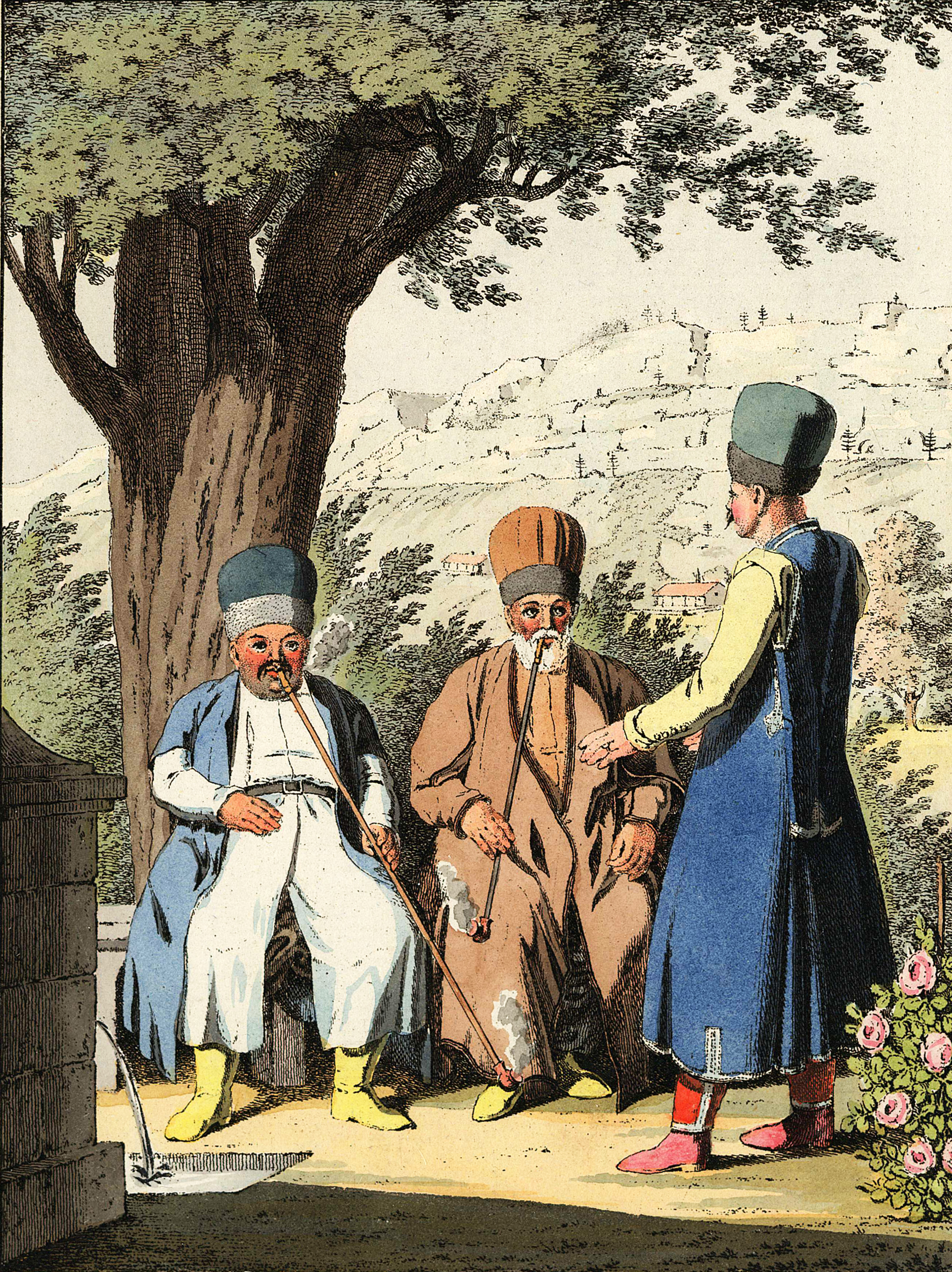
Крымские мурзы. Рисунок 1794 г.

Мурза — это высший слой татарского дворянства. Обычно мурзы не относились к слою Чингизидов, так как те при переезде полностью теряли особый титул. Роды, которые не приняли христианства, постепенно потеряли право на владение землями и крестьянами, поэтому ряд их постепенно сменили веру и повысили свой статус, женившись на представительницах аристократических российских родов и приняв зачастую уже новые фамилии. Многие дворянские роды России, в том числе княжеские, гордились тем, что происходят от знатных татарских родов. В тюрко-татарской аристократической системе было много различных титулов, например, высшим титулом после хана был «карачи», затем «бек», «улан», «гурген» и другие, но все они при переходе в русскую систему назывались лишь двумя терминами — князьями и мурзами. Свою знать многие тюркские народы называли мурзами. Сам термин «мурза» (мирза) был заимствован в тюркскую титулатуру из персидского языка. Это название сохранилось и после того, как мурзы вошли в ряды российского дворянства, причём часто они получали в документах также и титул князя.
Власти московского государства были заинтересованы переходом татарских мурз на службу, а в особенности тех, кто имел власть над своими подданными и всячески пытались их привлечь на свою сторону. Для того, чтобы избежать смуты на религиозной основе, одним из условий приёма мурз в подданство и наделения землями и поместьями, было принятие православной веры. Указ царя Фёдора Алексеевича от 16 мая 1681 года: «Об отписке у Мурз и Татар поместий и вотчины и выгодах, какие, принявшим христианскую веру предоставляется» предусматривал, что у некрещённых мурз и татар должно отбирать собственность, землю, крестьян, а мурзам, принявшим православную веру, вернуть собственность и землю, давать поместное жалование (а беспоместным мурзам платить по 10 рублей, жёнам их по 5 рублей, что было сопоставимо с годовым жалованием служилых людей). Указ от 3 ноября 1713 года «О крещении в Казанской и Азовской губернии магометян, у которых в поместьях и вотчинах находятся крестьяне православной веры» практически полностью аналогичен царскому указу от 1681 года.
Коренной перелом в отношении мурз произошёл во времена правления Екатерины II. В указе Императрицы, данном фельдмаршалу Г. А. Потёмкину от 01 ноября 1783 года, говорилось, что позволяется татарских мурзам поступать на военную службу и награждать их чинами обер-офицерскими не выше премьер-майора, а если будут достойны большего, подавать прошения на её имя. Императрица решила восстановить мурз в дворянском достоинстве и ею дано указание Сенату разработать соответствующие документы и 22 февраля 1784 года указ о возведении татарских беков и мурз в российское дворянское достоинство был подписан. Данный указ предусматривал подачу прошений, с предоставлением документов, подтверждающих право на дворянства, предусмотренных законом: жалование поместьями, служба предков, жалованные грамоты и другие неоспоримые доказательства, что служба и состояние их были равными с прочими благородными родами. В 1786 году из Правительствующего Сената пришло известие, что татарские князья, беки и мурзы предварительно должны подавать документы на рассмотрение в собрании губернского предводителя дворянства и уездных дворянских депутатов, и только после этого дело выносилось на решение сенатской Герольдии.
В конце XIX — начале XX века когда прослойка мурз уже в основном интегрировалось в российское дворянство в разговорном произошло и видоизменение термина. Крымскотатарских мурз в Таврической губернии в обиходе чаще называли мурзаками, а социальную группу мурзачеством.
Департамент Герольдии Правительствующего Сената много лет изучал историю и юридические права крымских татар-дворян, права на дворянство Польско-Литовских татар, историю дворянства татар Поволжья. В результате был собран огромный материал о татарской знати.
Департамент Герольдии определял значение титула «мурза». В одном из «определений» говорилось: «В первом [документе] он [проситель] назван мурзою, а в последнем князем, а к тому же слово мурза есть собственно татарское, оное есть отличительный титул против дворян, коих по-татарски называют агалары и тарханы, а мурзами называют и детей персидских шахов, бейевских и тому подобных владетельных особ и имеет также различие между татарами, как и в России от дворян графы, князья и бароны». Из этого заключения Департамента Герольдии мы видим, что у татар звание мурзы соответствовало русскому титулу князь, так как в иерархии татарского дворянства были стоявшие ниже звания — агалары и тарханы.
Официально титул «мурза» не входил в число признаваемых в Российской империи. Мурзы и их потомки в случае подтверждения в дворянском достоинстве обычно могли быть признаны как «князья татарские» (которые стояли в иерархии ниже российских князей, и даже ниже графов и баронов, и не входили в V часть родословных книг, куда вносились титулованные роды, а в VI часть, предназначенную для столбового дворянства; впрочем, во многих губерниях некоторые роды князей татарских всё равно были включены в V часть), либо как нетитулованные дворяне. Нередко разные потомки одного и того же лица были признаны князьями или просто дворянами.
В Польско-Литовском государстве титул «мурза» почитался выше, чем титул «князь», некоторые потомки мурз имели графский титул и гербы.

## Список родов, идущих от мурз
| Выезд (откуда)                                   | Выезд (к кому)               | Год выезда                            | Родоначальник | Происходящие/родственные роды |
| ------------------------------------------------ | ---------------------------- | ------------------------------------- | --- | --- |
| Владимирское княжество                           |                              |                                       | | |
| Золотая Орда                                     | Константин Всеволодович      | 1216                                  | Салтанен Яндоуганд Трегуб | Племянниковы. |
| Кафимская земля                                  |                              | 1241                                  | Узлы-мурза Ягорович | Кафтыревы |
| Золотая Орда                                     | Александр Ярославич Невский  | 1252-1263                             | Мурза-Кутлу-Мамет прозванием Огар | Огарёвы. |
| Большая Орда                                     | Александр Ярославич Невский  | 1252-1263                             | Атун-мурза Анданович | Долгово-Сабуровы. |
| Большая Орда                                     | Александр Ярославич Невский  | 1260                                  | Мурза Албауш | Матюшкины (дворяне и графы) |
| Золотая Орда                                     | Иван I Данилович Калита      | 1328-1340                             | Аливтей Шигильдеев | Мансуровы. |
| Золотая Орда                                     | Иван I Данилович Калита      | 1330                                  | Мурза Чет | Годуновы, Сабуровы, Вельяминовы-Сабуровы, Вельяминовы-Зерновы. |
| Золотая Орда                                     | Иван I Данилович Калита      | 1349                                  | Мурза Ахмет (брат Мердулата) | Мосоловы. |
| Золотая Орда                                     | Иван I Данилович Калита      |                                       | Мурза Мердулат (брат Ахмета) | Татбеевы. |
| Тверское княжество                               |                              |                                       | | |
| Синяя Орда                                       | Михаил Ярославич Тверской    | 1300                                  | Мурза Жидимир | Бибиковы, Екимовы. |
| Рязанское княжество                              |                              |                                       | | |
| Золотая Орда                                     | Олег Иванович Рязанский      | 1342-1404                             | Шай (Шая) — от племени ханского (мурза) | Назарьевы, Булгаковы, Измайловы. |
| Золотая Орда                                     | Олег Иванович Рязанский      | 1342-1404                             | Мурза Таптык | Таптыковы. |
| Большая Орда                                     | Олег Иванович Рязанский      | 1371                                  | Едуган (Едухан) (старший брат Салахмира) | Хитрово. |
| Большая Орда                                     | Олег Иванович Рязанский      | 1371                                  | Мурза Салахмир | Абутайловы, Апраксины (дворяне и графы), Базаровы, Вердеревские, Вердеревские-Апраксины, Дувановы, Катевы, Канчеевы, Пороватые, Ратаевы, Крюковы, Чеботарёвы, Шишкины, Ханыковы. |
| Большая Орда                                     | Фёдор Олегович Рязанский     | 1402-1409                             | Мурза Кичи-бей (в крещении Павел) | Карандеевы. |
| Большая Орда                                     | Фёдор Олегович Рязанский     | 1402-1409                             | Мурза Кичи-бей (потомок, в крещении Василий) | Коробьины. |
| Большая Орда                                     | Фёдор Олегович Рязанский     | 1402-1409                             | Мурза Кичи-бей (потомок в крещении Селиван) | Селивановы. |
| Большая Орда                                     | Фёдор Олегович Рязанский     | 1402-1409                             | Мурза Батур (Абатур) | Петрово-Соловово, Леонтьевы. |
| Московское княжество                             |                              |                                       | | |
| Золотая Орда                                     |                              | нач. XIV в.                           | Мурза (?) | Сушковы |
| Золотая Орда                                     | Дмитрий Иванович Донской     | 1362                                  | Исахар — царя ордынского свойственник (мурза) | Загряжские. |
| Золотая Орда                                     | Дмитрий Иванович Донской     | 1374                                  | Темир-Гази — князь ордынский. | Тимирязевы. |
| Золотая Орда                                     | Дмитрий Иванович Донской     | 1380                                  | Набок-мурза | Набоковы |
| Золотая Орда                                     | Дмитрий Иванович Донской     | 1387                                  | Енгулей-мурза-Язык | Языковы. |
| Золотая Орда                                     | Дмитрий Иванович Донской     | 1382                                  | Братья: Орды-Хозя, Бахты-Хозя, Маматы-Хозя | Тевяшевы, Фустовы, Лихаревы. |
| Золотая Орда                                     | Дмитрий Иванович Донской     | 1389                                  | Ослан-мурза | Арсеньевы, Сомовы, Ртищевы, Павловы. |
| Золотая Орда                                     | Василий I Дмитриевич         | 1397                                  | Лев Огар (мурза ?) | Огарковы. |
| Большая Орда                                     | Василий I Дмитриевич         | 1389-1425                             | Мурза Минчак Касаевич | Давыдовы. графы Орловы-Давыдовы, Уваровы (графы и дворяне), Оринкины (Аринкины), Злобины, Давыдовы-Минчаки                                                                       |
| Большая Орда                                     | Василий I Дмитриевич         | нач. XV в.                            | Мурза Кутлубага | Болтины. |
| Крымское ханство                                 | Василий II Васильевич Тёмный | 1415-1462                             | Мурза Мерл | Мерлины |
| Большая Орда                                     | Василий II Васильевич Тёмный | 1425                                  | Мурза Абрагим | Нарбековы, Теглеевы, Державины |
| Большая Орда                                     | Василий II Васильевич Тёмный | 1425                                  | Мурза Ашмет | Готовцовы. |
| Большая Орда                                     | Василий II Васильевич Тёмный | 1425                                  | Лизун-мурза Тургенев | Тургеневы, Радиловы. |
| Золотая Орда                                     | Василий II Васильевич Тёмный | нач. XV                               | Мурза Лев Тургенев | Тургеневы |
| Золотая Орда                                     | Василий II Васильевич Тёмный | 1430                                  | Мурза Ждан | Барановы (дворяне и графы). |
| Золотая Орда                                     | Василий II Васильевич Тёмный | 1436                                  | Мурза Кучюка Тагалдызин | Талызины. |
| Золотая Орда                                     | Василий II Васильевич Тёмный | до 1462                               | Мурза Сабан-Алей | Сабанеевы, Бакаевы, Тарбеевы (родоначальник Тагай). |
| Золотая Орда                                     | Василий III Иванович         | 1480                                  | Ямгурчей Караул — посол хана (мурза) | Карауловы. |
| Золотая Орда                                     | Василий III Иванович         | после 1492                            | Берда-Улан-мурза (родственник крымского хана Ази-Гирея) | Жемайловы. |
|                                                  | Василий III Иванович         | 1504                                  | Мурза Юфер | Юферевы |
| Большая Орда                                     | Василий III Иванович         | 1505-1533                             | Дашек — «муж честен» (мурза) | Дашковы (дворяне). |
|                                                  | Василий III Иванович         | 1505-1533                             | Мурза Бугандала Комынин | Комынины. |
| Золотая Орда                                     | Василий III Иванович         | 1506                                  | Араслан-мурза Ермола | Ермоловы |
| Крымское ханство                                 | Василий III Иванович         | 1509                                  | Мурза Кожай | Кожевниковы. |
| Темниковское княжество                           | Василий III Иванович         | 1509                                  | Акчура-мурза Адашев | Акчурины (князья и мурзы), (однородцы: Ишеевы, Кудашевы). |
| Большая Орда                                     | Василий III Иванович         | 1517                                  | Мурза Давыд-бей (владелец Цымака) | Давыдовы |
| Темниковское княжество                           | Василий III Иванович         | 1528                                  | Мурза Тениш Кугушев | Тенишевы (2 рода князей и мурзы) |
| (?)                                              | Василий III Иванович         | до 1533                               | Кара-мурза | Карамзины |
| Золотая Орда                                     | ?                            |                                       | Мурза Елча, посол Золотоордынского хана к Ивану III. | Елчины |
| Золотая Орда                                     |                              |                                       | князь Янглыч (Енгалей) Кадомский (?- умер между 1580—1589 гг.) - родоначальник князей и мурз Енгалычевых (Янгалычевых), сын князя Бедиша (князья и мурзы Бедишевы), внук князя Мамы /Мамата/ (князья и мурзы Мамины), год рождения неизвестный — умер между 1580—1589 г. Владел родовым городком Стельдема на реке Мокше и в грамоте 1534 г. назван князем Кадомской и Стельдемской мордвы, а в царских грамотах 1539 г. и от 28.03.1580 г. — князем Кадомской мордвы. Упоминается в Таблице 47 Глава: Князья Енгалычевы, Третий род князей Енгалычевых, III том «Дворянские рода Российской Империи». | Енгалычевы, Янгалычевы. Третий род князей Енгалычевых (пензенские) |
| Темниковское княжество                           | Иван IV Васильевич Грозный   | 1539                                  | Еникей Тенишев Кугушев Собака-мурза Еникеев | Еникеевы, Кулунчаковы (князья и мурзы) |
| Тюменское ханство                                | Иван IV Васильевич Грозный   | сер XVI в                             | Мурза Мамай Агишев | Тюменские (князья и мурзы) |
| Казанское ханство                                | Иван IV Васильевич Грозный   | 1552                                  | Мурза Мамедали Кутыев | Кутыевы (князья и мурзы) |
| Темниковское княжество                           | Иван IV Васильевич Грозный   | до 1559                               | Мурза Дивей Бутаков Мокшеев | Дивеевы (князья и мурзы) |
| Ногайская Орда                                   | Иван IV Васильевич Грозный   | 1565                                  | Мурза Урус Магмет Айдарович | Урусовы. (князья и мурзы). |
| Ногайская Орда                                   | Иван IV Васильевич Грозный   | 1565                                  | Иль-мурза и Ибрагим мурза | Юсуповы, Юсуповы-Княжево (князья и мурзы). |
| Ногайская Орда                                   | Иван IV Васильевич Грозный   | 1520                                  | Мурза Сююндюк | Сюндюковы |
| Казанское ханство                                | 1582                         | Мурза Семеней князь Багишев сын Яушев | Яушевы (князья и мурзы) | |
| Фёдор Иванович                                   |                              |                                       | | |
|                                                  |                              | 1590                                  | Мурза Бузай Енбулаев владел в 1590-х годах поместьем в Рязанском уезде. Касим мурза Енбарсов Енбулаев служил конную казачью службу (1681—1696). | Енбулаевы |
| (?)                                              |                              | кон. XVI в.                           | Мурза Акмай Картыш | Карташёвы |
| Роды, идущие от потомков выехавших мурз и князей |                              |                                       | | |
|                                                  |                              | 1607                                  | Ишей мурза Барашев | Ишеевы (князья и мурзы) |
|                                                  |                              | 1618                                  | Албыч-мурза | Албычёвы |
|                                                  |                              | 1618                                  | Булай-мурза Кудашев Челай-мурза (младшая ветвь) | Кудашевы (князья и мурзы). |
|                                                  |                              | 1623                                  | Мурза Невер Куткин | Куткины (князья и мурзы). |
|                                                  |                              | 1624                                  | Ирезен-мурза Стокасимов | Стокасимовы (князья и мурзы) |
|                                                  |                              | 1634                                  | Янбулат-мурза-Мамин | Мамины (князья и мурзы) |
|                                                  |                              | 1638                                  | Байбарс-мурза Девлеткильдев | Девлеткильдеевы (князья и мурзы). |
|                                                  |                              | 1639                                  | Акай-мурза Айтуганович Кугушеы | Кугушевы (князья и мурзы). |
|                                                  |                              | сер. XVII в                           | Мурза Мамлей | Мамлеевы |
|                                                  |                              | 1662                                  | Касимовский мурза Чемакай Енабдаевич владел поместьем в Кадомском уезде (1662), его сын Пётр новокрещён, стольник (1682). Дочь Ишпикейка замужем (с1662) за князем Асанаем Сунчелеевичем тенишевым. | Ембаевы |
|                                                  |                              | 1669/70                               | Мордовские мурзы испомещённые в Саранском уезде. | Енаевы |
|                                                  |                              | 1672                                  | Мустай-мурза Арасланович | Максутовы (князья и мурзы) |
|                                                  |                              | 1678                                  | Урозай мурза Иванович служил по Шацку (1678). Мурзы Ертуган и Актуган записаны в Атемарской десятне (1679/80). Актуган служил более 20 лет, участник Чигиринского похода и у него сыновья: Ишмамет, Килмемет и Уразмамет. | Енбулатовы |
|                                                  |                              | 1678                                  | Дербиш-мурза Теребердеевич | Дивеевы (князья и мурзы) |
|                                                  |                              | 1686                                  | Елизарий-мурза Акмаметович Маматов | Маматовы (князья и мурзы) |
|                                                  |                              | 1687                                  | Ураз-мурза Досаевич Маматказин | Маматказины-Сакаевы (князья и мурзы) |
|                                                  |                              | 1699                                  | Кутлумамет мурза Уразов, Ахмет мурза и Бидалей мурза Алмашевы, Бустан мурза Иванашев и Алмамет мурза Ахмаметев владели населёнными имениями (1699). | Дулатовы |

### Фамилии, образованные от титула «мурза»
- Марзилович

- Мурзаев
- Мурзенков
- Мурзабеков
- Мурзалин
- Мурзанаев
- Мурзин
- Мурзинов
- Мурзич
- Мурзанкин
- Мурзов
- Мирзаханов
- Мирзахани
- Токмурзин
- Мурзаков
- Мурзиков
- Мурзабаев
- Мурзагулов
- Мурзалиев
- Мурзабулатов
- Мурзагалиев
- Мурзаахметов
- Мурзалаев
- Мирзоев
- Мирзо
- Мирзоян

## Ногайская аристократия
У ногайцев мурза считался средним аристократическим титулом, ниже бия, нурадина, а позже и султана.